# Ducula pacifica
Ducula pacifica é uma espécie de ave da família Columbidae.
Pode ser encontrada nos seguintes países: Samoa Americana, the Ilhas Cook, Fiji, Kiribati, Nova Caledónia, Niue, Papua-Nova Guiné, Samoa, Ilhas Salomão, Tokelau, Tonga, Tuvalu, Vanuatu e Wallis e Futuna.
Os seus habitats naturais são: florestas subtropicais ou tropicais húmidas de baixa altitude e regiões subtropicais ou tropicais húmidas de alta altitude.